# رينان زانيللي
رينان زانيللي (بالبرتغالية: Renan Zanelli‏) (18 مايو 1992 بساو باولو في البرازيل - ) هو لاعب كرة قدم برازيلي في مركز الوسط. لعب مع فيلم تو تيلبورغ وتوب أوس وغراميو اساسكو اوداكس اسبورت كلوب.

## روابط خارجية
- رينان زانيللي على موقع قاعدة بيانات كرة القدم.إي يو (الإنجليزية)
- رينان زانيللي على موقع Soccerway.com (الإنجليزية)